# Quái thú Khải Huyền

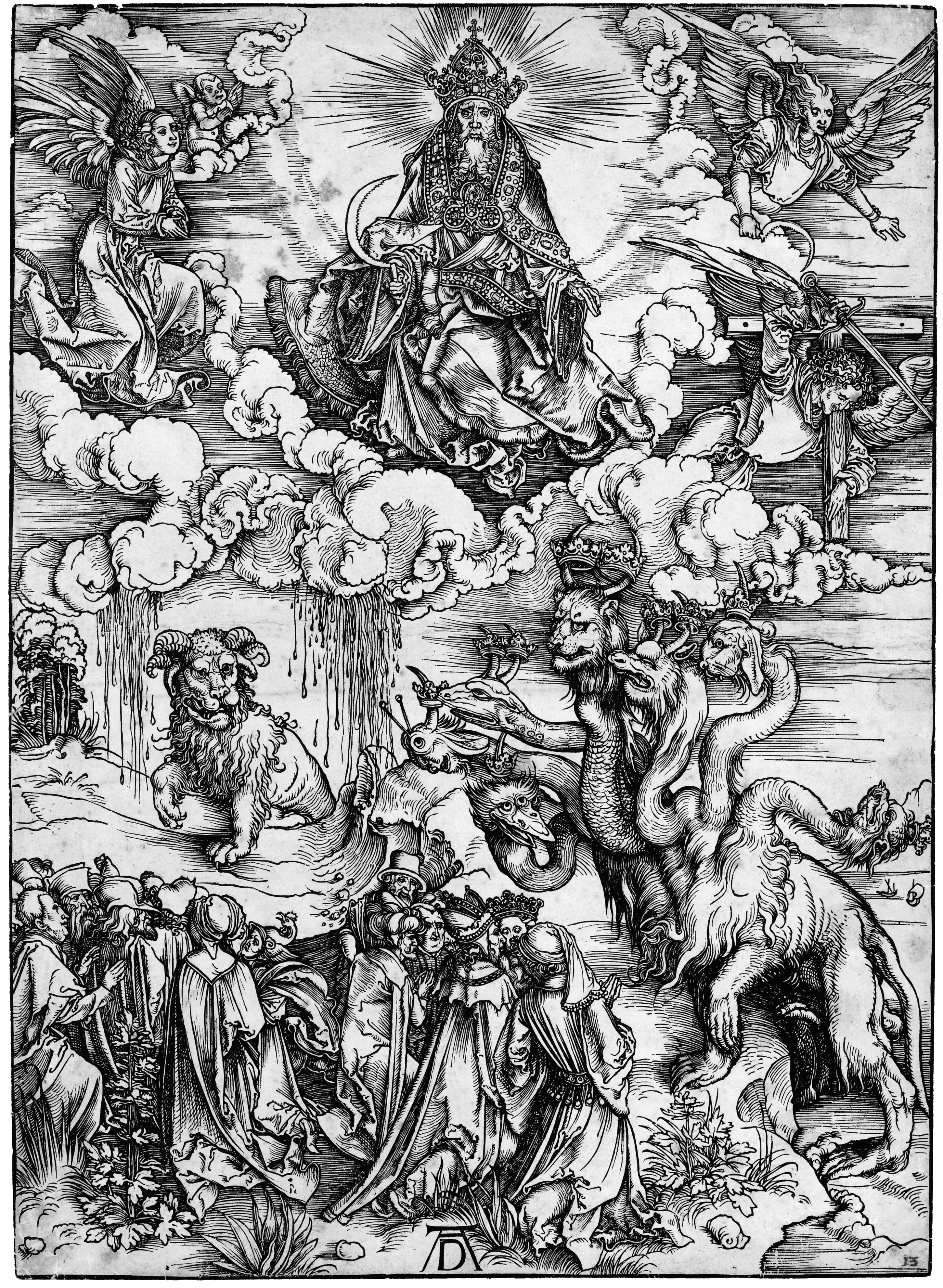
Tranh vẽ về hai con Quái thú khải huyền

Quái thú (tiếng Hy Lạp: Θηρίον, Thērion) có thể ám chỉ một trong hai con thú được mô tả trong Sách Khải Huyền. Con thú đầu tiên (con thú thứ nhất) “đến từ biển cả” và được ban cho quyền uy và sức mạnh. Con thú đầu tiên này ban đầu được đề cập trong sách Khải Huyền (11:7) như là từ vực thẳm bay ra. Sự xuất hiện của nó được mô tả chi tiết trong Khải Huyền (13: 1-10), và một số bí ẩn đằng sau sự xuất hiện của nó đã được tiết lộ trong Khải Huyền (17:7-18). Con thú thứ hai đến từ những ngọn núi và hướng tất cả các dân tộc trên trái đất thờ phượng con thú thứ nhất. Con thú thứ hai được gắn kết với Khải Huyền (13: 11-18) về nhà tiên tri giả. 

## Tổng quan

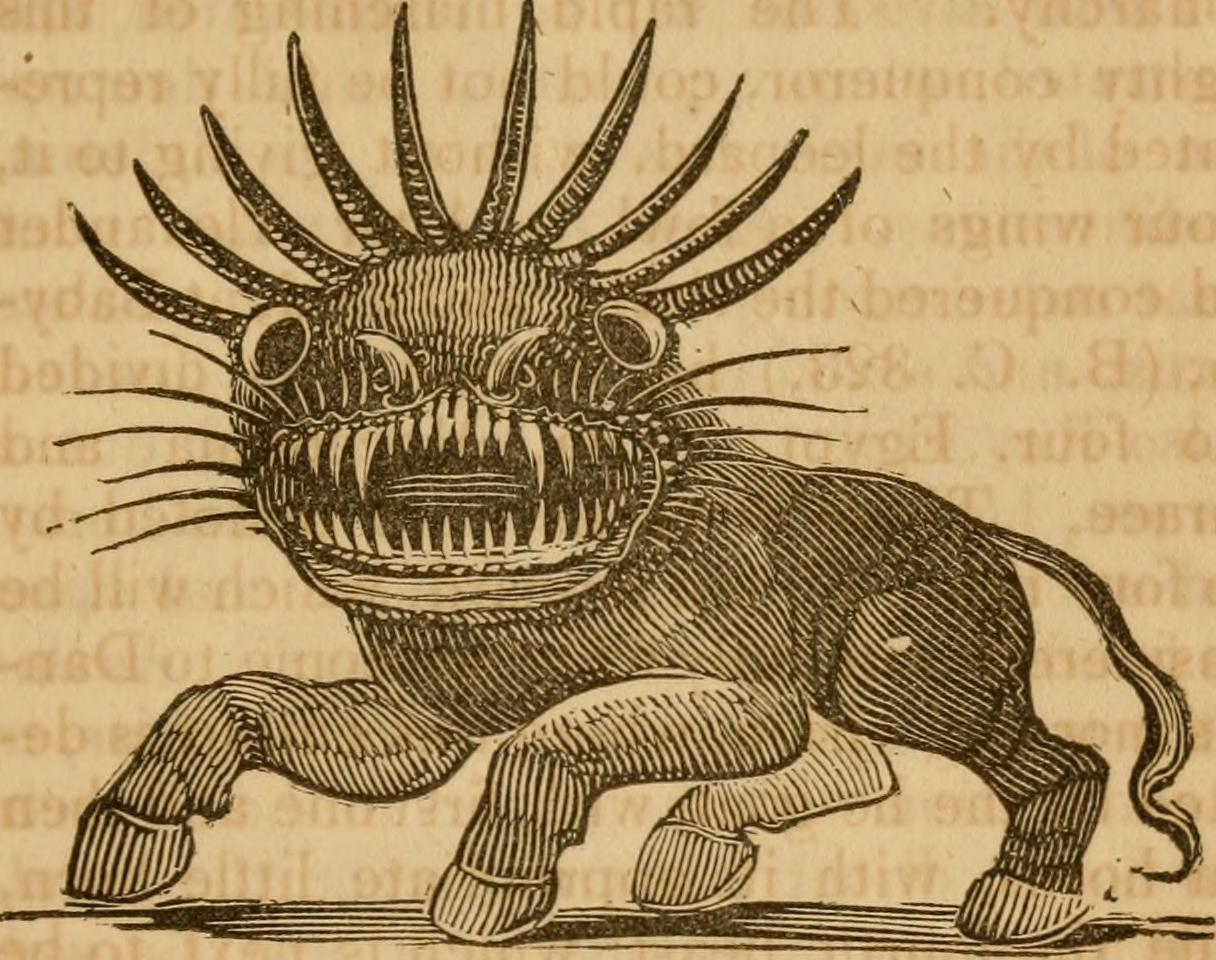
Con thú thứ nhì đến từ biển cả, là con thú sừng cừu dùng sức mạnh mê hoặc

Hai con thú được xếp ngang hàng với con rồng đối nghịch với Thiên Chúa, chúng bắt bớ các "thánh đồ" và những người mà "không chịu thờ hình tượng của con thú" và ảnh hưởng đến các vị vua trên trái đất để tập hợp cho trận chiến Ha-ma-ghê-đôn. Hai con thú bị Thiên Chúa đánh bại và bị ném vào hồ lửa được trong Khải Huyền (19:18-20) nhắc đến. Những người sống trên Trái đất bị lừa phỉ tạo tác hình tượng của con thú như một cách để tôn thờ quyền lực của nó. Chính con thú sừng cừu đã thổi sức sống vào “hình tượng của con thú” để hình tượng trở nên sống động và biết nói, nó tuyên bố rằng sẽ giết bất cứ ai không tôn thờ quyền lực của con thú này. "Con thú đến từ biển cả" có mang một cái tên, nhưng không ai biết để gọi tên nó, nhưng nó tương ứng với số 666 hoặc 616 (χιϛ).
Tất cả những người mua và bán đều phải có dấu tên hoặc Con số của quái thú Khải Huyền. Con thú và tiên tri giả tập hợp các vị vua trên trái đất và quân đội để chuẩn bị cho cuộc chiến chống lại "Kẻ cưỡi trên con ngựa trắng". Trận chiến kết quả là con thú bị bắt giữ, cùng với nhà tiên tri giả, nơi chúng bị ném sống vào "hồ lửa". Sau này, Chủ nghĩa vị lai (Futurism) nêu một quan điểm chung của Cơ đốc giáo giải thích các phần nội dung này của Sách Khải huyền và Sách Đa-ni-ên chính là các sự kiện trong tương lai theo nghĩa đen, khải huyền và bối cảnh toàn cầu. Chủ nghĩa vị lai giải thích con thú từ biển đại diện cho một đế chế La Mã đang hồi sinh sẽ chống lại những người theo đạo Cơ đốc trong những ngày cuối cùng.

## Sách Khải Huyền

### Những miêu tả
Con thú thứ nhất trong Khải Huyền: "Đoạn, tôi thấy ở dưới biển lên một con thú có mười sừng bảy đầu, trên những sừng có mười cái mão triều thiên, và trên những đầu có danh hiệu sự phạm thượng. Con thú tôi thấy đó giống như con beo; chân nó như chân gấu, miệng như miệng sư tử, và con rồng đã lấy sức mạnh, ngôi, và quyền phép lớn mà cho nó" (Sách Khải Huyền 13:1-2). Có con thú hai hẳn phải có con thú thứ nhất. Và con thú thứ nhất được mô tả quả thực rất quái dị, Khải Huyền cũng mô tả sức mạnh của nó đến từ con rồng được cho chính là quỷ Satan, con thú thứ nhất bị vết thương nghiêm trọng. Tương tự như con thú thứ hai, con thú thứ nhất này được các nhà giải nghĩa Kinh Thánh xem như một trật tự nào đó của thế giới, với mỗi cái đầu nó tương ứng với một đế chế nào đó trong dòng lịch sử nhân loại.
Con thú thứ nhì trong Khải Huyền: "Tôi lại thấy từ dưới đất lên một con thú khác, có hai sừng như sừng chiên con, và nói như con rồng" (Sách Khải Huyền 13:11). Những hình minh hoạt chẳng qua chỉ là cách mà con người tưởng tượng khi đọc những gì Kinh Thánh chép, nên đó là hình mô phỏng không chắc chắn. Con thú thứ hai này là một trong những con thú mang tính biểu tượng nhất của sách Khải Huyền. Nó tượng trưng cho sự tôn sùng quyền lực. Nhiều nhà giải kinh cho rằng nó là lời tiên tri của nhân loại trong tương lai, mà con thú thứ hai này là đại diện cho những lãnh đạo chính trị hoặc tôn giáo sẽ thuyết phục toàn thể nhân loại tin theo.

### Nguồn gốc

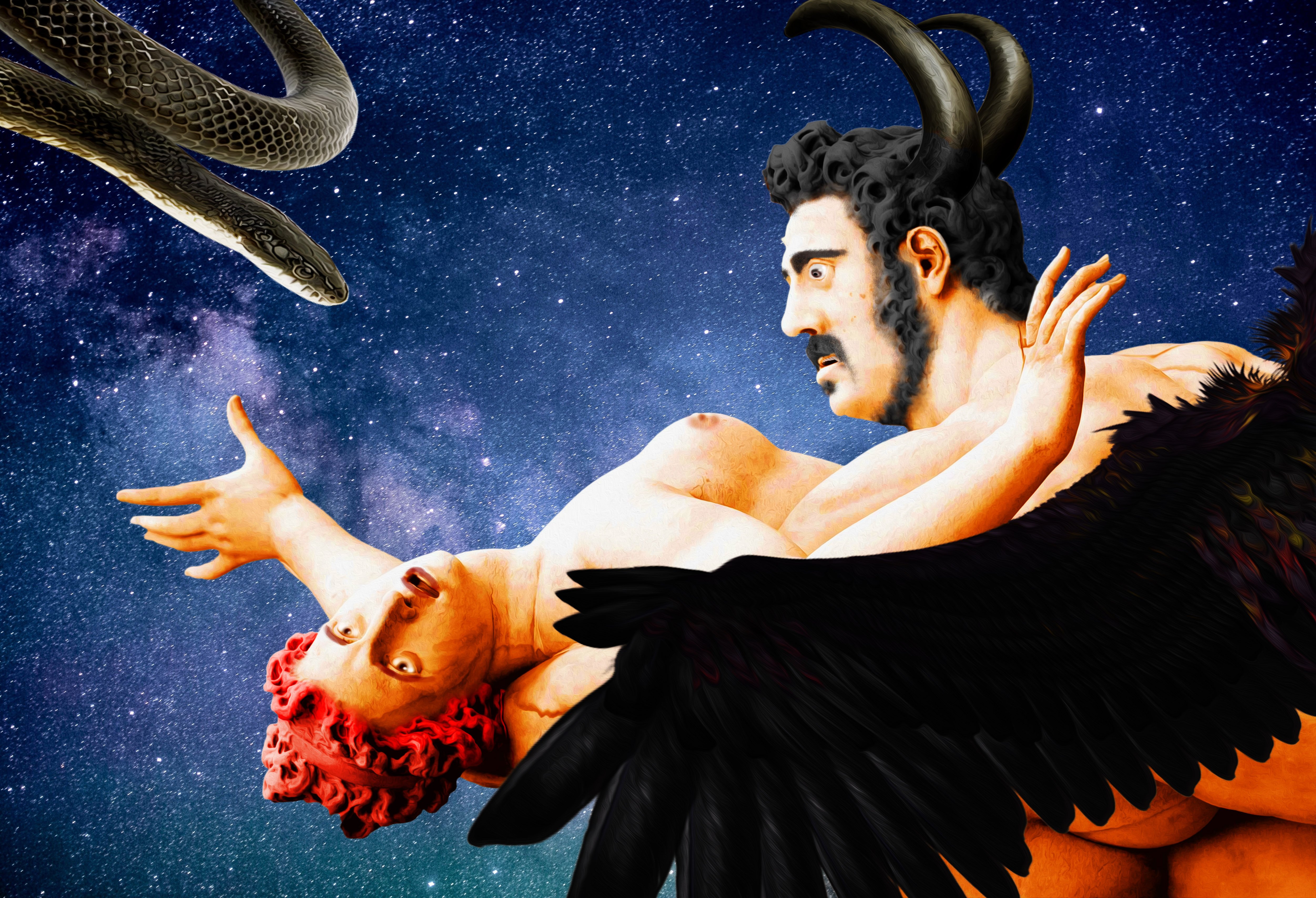
Sách Khải Huyền hé lộ cho biết Quái thú chính là Quỷ Satan và gốc tích từ con rắn trên Vườn Địa đàng

### Những tường thuật

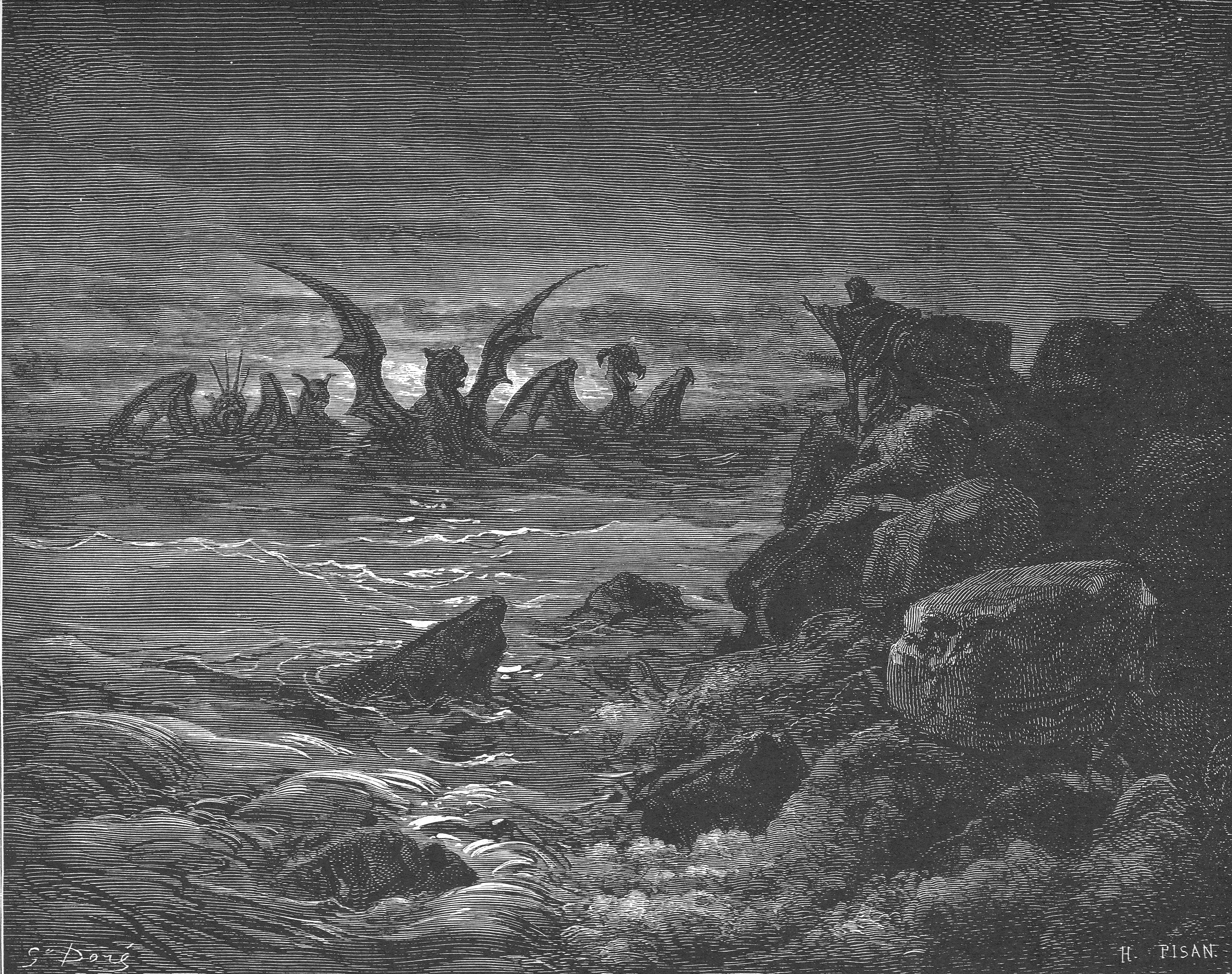
Ký họa Daniel nhìn thấy bốn con quái thú

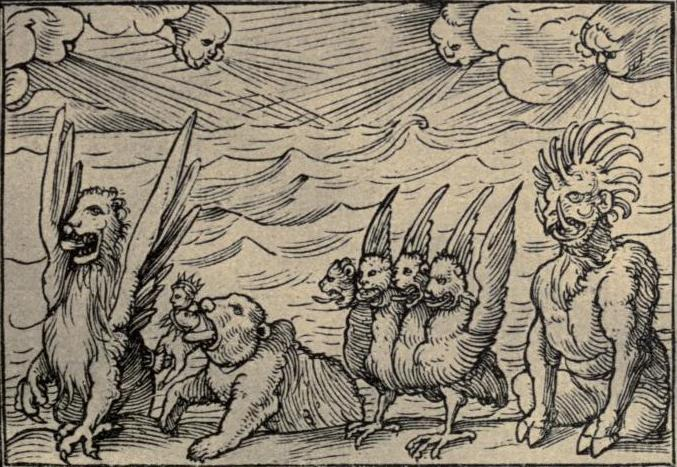
Bốn quái thú Khải Huyền

### Ý nghĩa

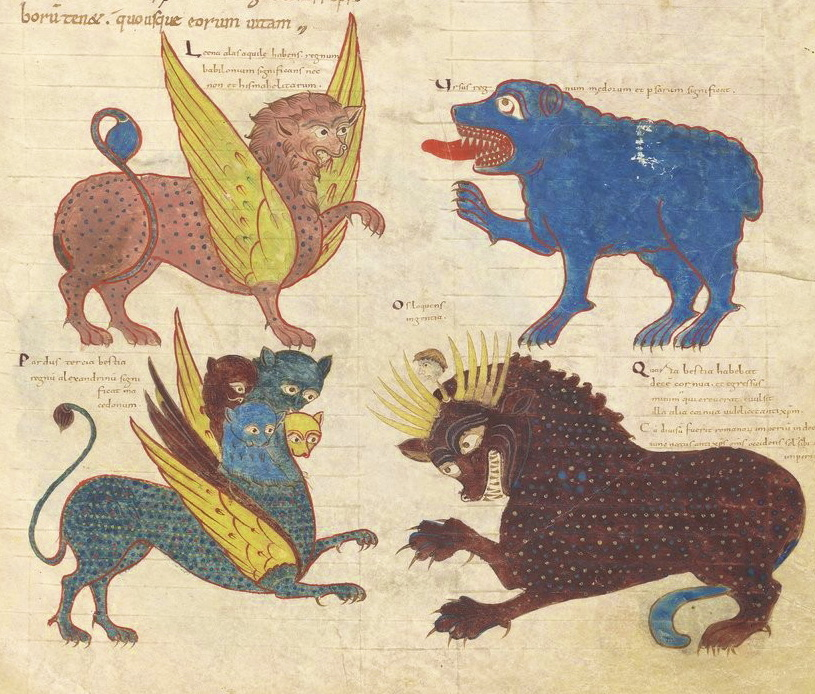
Bốn con thú Daniel

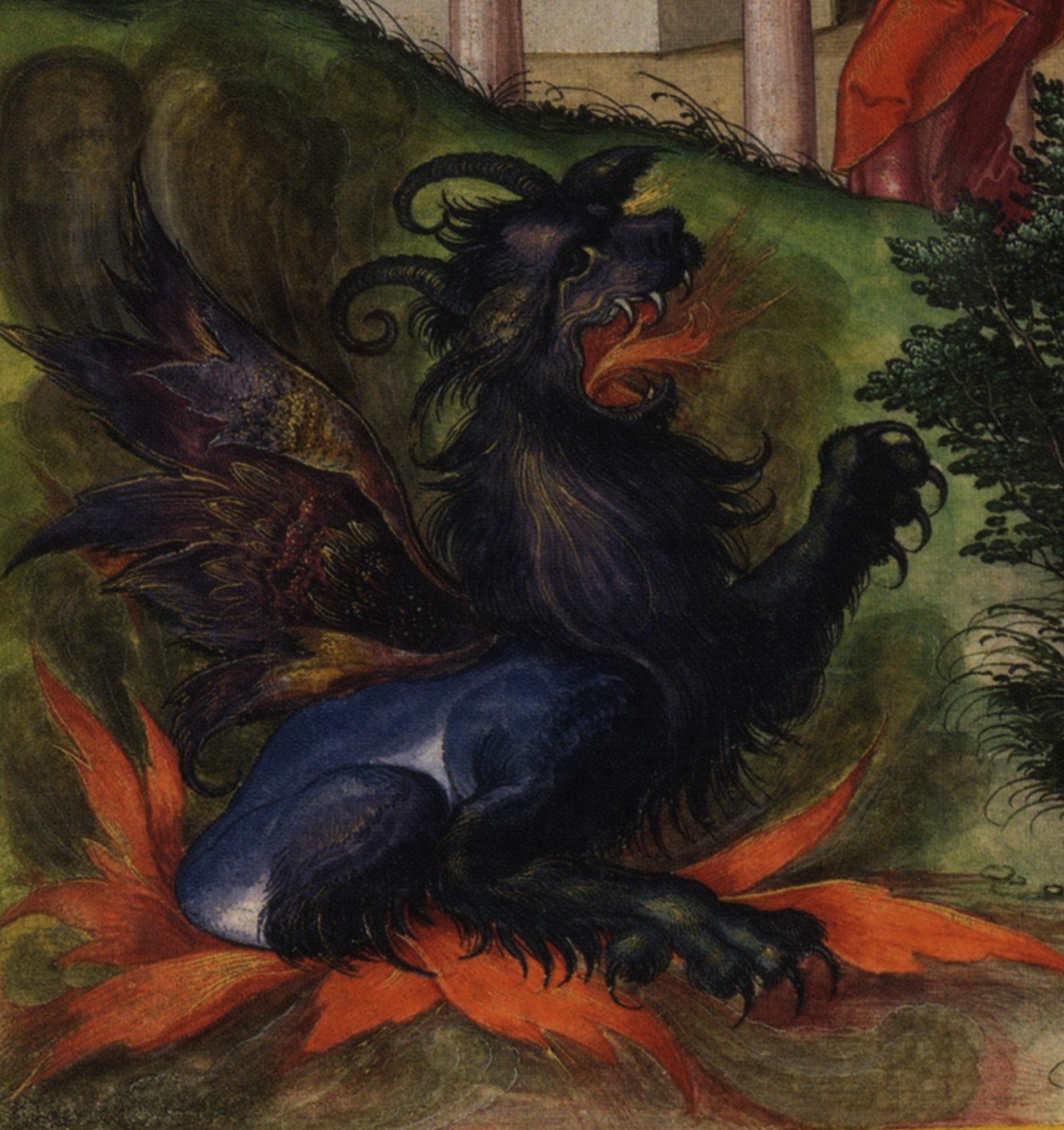
Con thú thứ nhất